# Élections législatives de 1885 en Seine-et-Marne
Les élections législatives de 1885 ont eu lieu les 4 et 18 octobre.

## Députés élus
|   | Député élu               |  | Groupe parlementaire |
| - | ------------------------ |  | -------------------- |
| 1 | Charles Prévet           |  | Gauche radicale      |
| 2 | Charles Auguste Lefebvre |  | Gauche radicale      |
| 3 | Casimir Gastellier       |  | Gauche radicale      |
| 4 | Bernard Montaut          |  | Gauche radicale      |
| 5 | Frédéric Humbert         |  | Gauche radicale      |

## Résultats à l'échelle du département

### Moyenne par liste
| Listes         | Listes             | Premier tour | Premier tour | Sièges |
| Listes         | Listes             | Voix         | %            | Sièges |
| -------------- | ------------------ | ------------ | ------------ | ------ |
|                | Liste radicale     | 42 995       | 59,19        | 5      |
|                | Liste républicaine | 17 995       | 24,77        | 0      |
|                | Liste monarchiste  | 7 034        | 9,68         | 0      |
|                |                    |              |              |        |
| Inscrits       | Inscrits           | 98 824       | 100,00       | 5      |
| Votants        | Votants            | 73 741       | 74,62        |        |
| Abstention     | Abstention         | 25 083       | 25,38        |        |
| Blancs et nuls | Blancs et nuls     | 1 097        | 1,49         |        |
| Exprimés       | Exprimés           | 72 644       | 98,51        |        |

### Par candidats
| Candidat       | Candidat                   | Tendance            | Premier tour | Premier tour |
| Candidat       | Candidat                   | Tendance            | Voix         | %            |
| -------------- | -------------------------- | ------------------- | ------------ | ------------ |
|                | Charles Prévet             | Républicain radical | 44 820       | 61,70        |
|                | Charles Auguste Lefebvre   | Républicain radical | 43 969       | 60,53        |
|                | Casimir Gastellier         | Républicain radical | 43 608       | 60,03        |
|                | Bernard Montaut            | Républicain radical | 41 972       | 57,78        |
|                | Frédéric Humbert           | Républicain radical | 40 604       | 55,89        |
|                |                            |                     |              |              |
|                | Charles Lenient            | Républicain modéré  | 19 013       | 26,17        |
|                | Jean Dethomas              | Républicain modéré  | 18 344       | 25,25        |
|                | Horace de Choiseul-Praslin | Républicain modéré  | 18 011       | 24,79        |
|                | Delbet                     | Républicain modéré  | 17 426       | 23,99        |
|                | Toizon                     | Républicain modéré  | 17 179       | 23,65        |
|                |                            |                     |              |              |
|                | Tristan Lambert            | Monarchiste         | 7 725        | 10,63        |
|                | De Marolles                | Monarchiste         | 7 231        | 9,95         |
|                | De Puy-Fontaine            | Monarchiste         | 6 992        | 9,63         |
|                | Rabourdin                  | Monarchiste         | 6 927        | 9,54         |
|                | Pouyé                      | Monarchiste         | 6 295        | 8,67         |
|                |                            |                     |              |              |
|                | Divers                     | Divers              | 485          | 0,67         |
|                |                            |                     |              |              |
| Inscrits       | Inscrits                   | Inscrits            | 98 824       | 100,00       |
| Votants        | Votants                    | Votants             | 73 741       | 74,62        |
| Abstention     | Abstention                 | Abstention          | 25 083       | 25,38        |
| Blancs et nuls | Blancs et nuls             | Blancs et nuls      | 1 097        | 1,49         |
| Exprimés       | Exprimés                   | Exprimés            | 72 644       | 98,51        |

## Sources
1. 1 2  « Journal officiel de la République française. Débats parlementaires. Chambre des députés : compte rendu in-extenso », sur Gallica, 13 novembre 1885 (consulté le 13 octobre 2023)